# Pablo Casals
Pablo Casals (n. 29 decembrie 1876, El Vendrell, Tarragona – d. 22 octombrie 1973, San Juan, Porto Rico), numele la naștere în catalană Pau Carles Salvador Casals i Defilló,  a fost un renumit violoncelist și dirijor spaniol de etnie catalană. A făcut numeroase înregistrări ca solist și dirijor, fiind memorabile între altele cele din 1936-1939 ale suitelor pentru violoncel de Johann Sebastian Bach.

## Primii ani

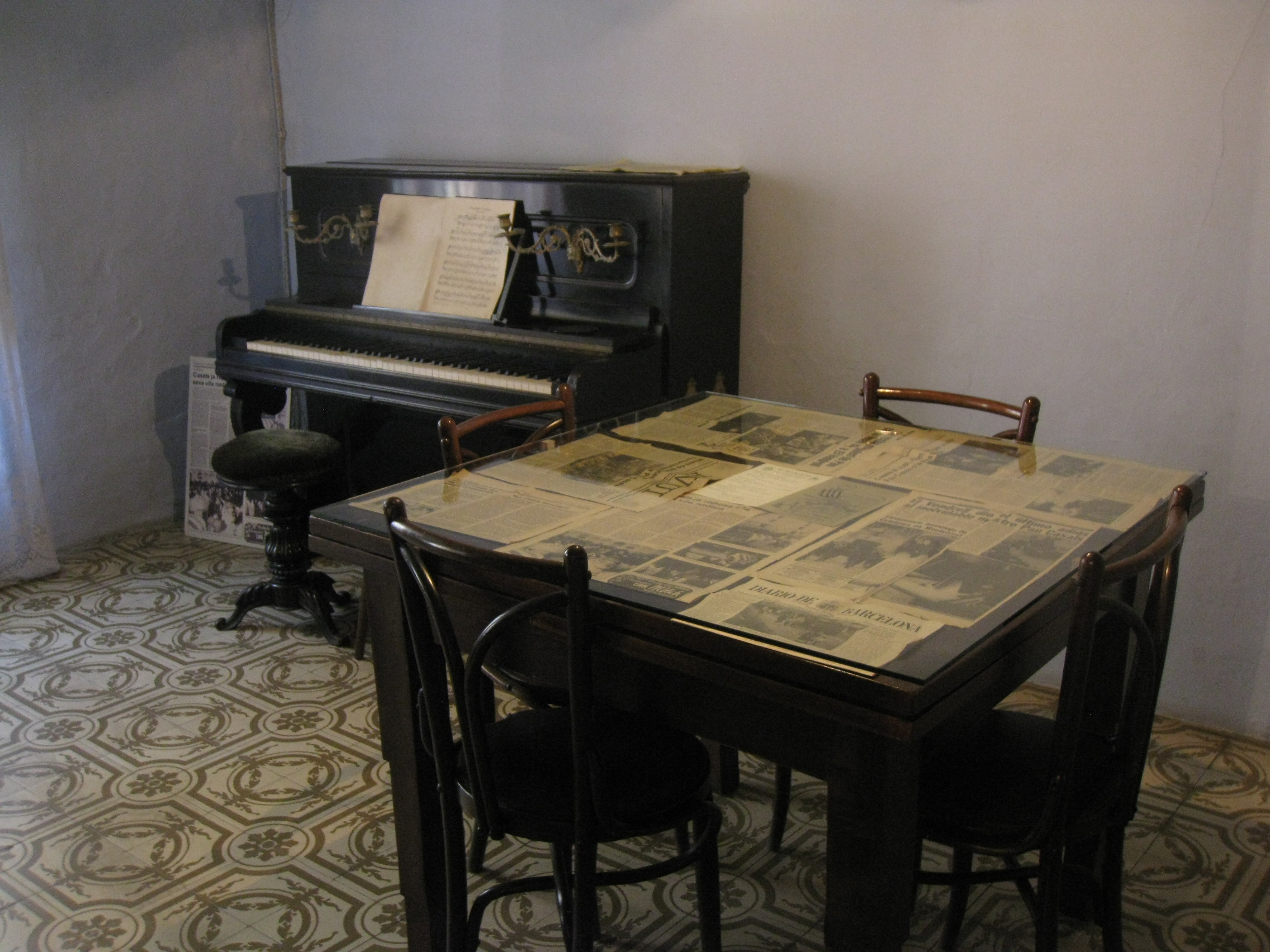
Pianul din casa părintească, azi Casa memorială Pau Casals la El Vendrell

Pau Casals s-a născut la 29 decembrie 1876 la El Vendrell, în regiunea Tarragona, în actualul district Baix Penedès din  Catalonia, în casa nr.2 de pe strada Santa Ana. Tatăl său era organistul, pianistul și dirijorul de cor Carles Casals i Ribes (1852-1908), iar mama sa era Pilar Defilló, născută într-o familie catalană din Mayagüez, Puerto Rico, unde părinții ei emigraseră în căutare de muncă.   
Din fragedă copilărie, la 4-6 ani Casals a învățat de la tatăl său să cânte la mai multe instrumente - pian, orgă, flaut, vioară, de asemenea canto și noțiuni de compoziție.
La vârsta de cinci ani Pau și-a făcut prima sa apariție publică muzicală ca sopran în corul bisericii din El Vendrell, iar la șase ani a compus prima sa compoziție muzicală, pe care a dedicat-o tatălui său cu ocazia zilei onomastice a acestuia.
În 1883 a compus și muzică pentru spectacolul tradițional de Paști, obișnuit în Catalonia, „El Pastorets”.
După ce a văzut în spectacolul grupului de clovni „Los Tres Bemoles”, din care unul cânta la ceea ce părea o pipă enormă în formă de violoncel, și după ce a asistat la recitalul de violoncel al profesorului Josep Garcia din Barcelona la Centrul Catolic din El Vendrell, copilul le-a spus părinților că vrea să devină violoncelist. Nefiind încă dispus să cumpere copilului un violoncel adevărat, tatăl său i-a improvizat un instrument, având o tigvă de dovleac drept cutie de rezonanță.

## Studiile la Barcelona
Când a împlinit 11 ani, în ciuda dificultăților financiare și ale rezervelor tatălui care îl predestinase meseriei de tâmplar, mama sa a insistat să-l trimită la Barcelona, pentru a studia la Școala municipală de muzică (Escola Municipal de Música). Începând din 1888, Casals a studiat acolo violoncelul - cu Josep Garcia, pianul, și compoziția - cu Josep Rodoreda.  
În vremea studiilor la Barcelona, la 13 ani, pentru a-și câștiga existența, copilul a cântat vreme de trei ore pe noapte în toate zilele săptămânii la cafeneaua „Tost” din oraș, în schimbul a 4 pesete pe lună.
Când Pablo a împlinit 14 ani, tatăl său i-a cumpărat un violoncel. În acea perioadă a început pasiunea lui pentru cele șase suite  pentru violoncel de Bach, pe care le-a descoperit pe o partitură zdrențuită dintr-un anticariat. Tot atunci, la 23 februarie 1891, Casals a dat primul său recital solo la Barcelona, la Teatrul Novedades, în cadrul unui concert de caritate. Tot în 1891, la 15 ani, Casals l-a cunoscut pe compozitorul Enrique Granados, cu care a legat o strânsă prietenie.
A cântat în perioada aceea în cadrul unui trio la cafeneaua „La Pajarera”, din piața Catalunya. Grupul a făcut apoi parte dintr-un vestit sextet de la Pajarera.

## Anii la Madrid, Barcelona și Paris
Cu recomandarea obținută de mama sa de la renumitul pianist și compozitor Isaac Albéniz, copilul a fost prezentat la Madrid contelui Guillermo de Morphy, secretarul privat al reginei regente Maria Cristina. Impresionat de îndată de talentul muzical al lui Pau, contele l-a adus să cânte în fața reginei, care i-a autorizat o bursă de anuală de 250 pesos, ceea ce i-a înlesnit studii la Conservatorul regal de muzică și declamație din capitala Spaniei. 
După ce a terminat în 1893, cu succes, examenele finale la Școala municipală de muzică din Barcelona, Casals s-a mutat la Madrid. La Conservatorul din Madrid el a studiat arta violoncelului cu Victor Mirecki, compoziția cu Tomás Bretón și muzica de cameră, cu Jesús de Monasterio.
În 1895 Casals a plecat, cu sprijinul reginei regente, la Bruxelles, pentru a studia la conservatorul local. Supărat de primirea rece făcută de somitățile de acolo, bătrânul profesor de compoziție François Gevaert și profesorul de violoncel Edouard Jacobs, Pablo Casals a refuzat consimțământul și scuzele lor tardive și a decis să plece la Paris. În aceste împrejurări regina Maria Cristina i-a retras bursa.
După zile dificile petrecute la Paris, unde a cântat ca violoncelist secund în orchestra teatrului Folies Marigny,
el a revenit la Barcelona. Din octombrie 1896 a predat la Școala municipală de muzică din Barcelona, iar din noiembrie același an a devenit profesor de violoncel la Conservatorul del Liceu. Paralel, a dat concerte în saloanele din Barcelona, o vreme împreună cu orchestra Escalas. Apoi a fost angajat ca violoncelist în Orchestra Teatrului Grand du Liceu.
În 1897 l-a cunoscut la Barcelona pe Camille Saint-Saëns. Împreună cu violoniștii Mathieu Circkboom și Josep Rocabruna și cu violistul Rafael Gálvez, Casals a întemeiat cvartetul Crickboom. Cu Granados și cu Mathieu Crickboom a făcut apoi un turneu prin Spania. Regina Maria Cristina i-a dăruit cu această ocazie un safir albastru și un nou violoncel Gagliano.
În 1899 Casals a plecat din nou la Paris, locuind în casa cântăreței americane Emma Nevada și a lui Raymond Palmer. În același an a efectuat o călătorie la Londra, în compania Emmei Nevada și a pianistului Léon Moreau. La 20 mai 1899 a interpretat concertul de Edouard Lalo la Crystal Palace din Londra, iar în august 1899 a apărut într-un concert privat în fața reginei Victoria, iar 17 decembrie la Paris. În 1900 s-a stabilit la Paris, unde a luat avânt cariera sa de solist, o parte din timp în compania pianistului Harold Bauer.

## Turnee prin Europa și America
În 1901, tot împreună cu Emma Nevada și Léon Moreau, cărora li s-a alăturat și flautistul Daniel Marquesi, Casals a făcut un turneu în Statele Unite. Turneul, început la Worcester, Massachusetts, s-a încheiat în vara anului următor. La San Francisco un accident l-a obligat să ia un concediu în casa lui Michail Stein.  
În 1903 a făcut un turneu de concerte în America de Sud, iar în 1904 un al doilea turneu în Statele Unite. Cu această ocazie, la 15 ianuarie 1904, a fost invitat să cânte în fața președintelui Theodore Roosevelt la Casa Albă. 
În anul următor Casals a cunoscut pe violoncelista portugheză Guilhermina Suggia, cu care a avut o relație amoroasă care a durat până în 1910.
În anul 1906 a luat ființă trioul Cortot-Thibaut-Casals, care și-a făcut debutul la Lille. În același an a călătorit în Rusia, în vederea unor concerte în capitala Sankt Petersburg. Până în anul 1913 a venit anual ca solist în Rusia, cântând uneori alături de Serghei Rahmaninov, Alexander Ziloti și Alexander Goldenweiser.
La 20 octombrie 1909 a fost invitat să apară în cadrul concertelor lui Classical Concert Society, de atunci încolo fiind anual un oaspete al publicului meloman britanic. Debutul la Viena l-a făcut în 1910 în Marea Sală Musikverein cu Filarmonica din Viena.
Au urmat la rând din nou Sankt Petersburg, Moscova, iarăși Viena și apoi Budapesta. În 1914 a revenit în Statele Unite, unde la 4 aprilie 1914 s-a căsătorit cu soprana Susan Metcalfe.
În 1916 el a oferit un concert de caritate la Metropolitan Opera pentru copiii prietenului Enrico Granados, dispărut în împrejurari tragice.

## Orchestra Pablo Casals
În anul 1919, întors la Barcelona, Pablo Casals a avut inițiativa de a înființa o orchestră ce i-a purtat numele. L-au ajutat în acest proiect fratele său Enric Casals, ca prim violonist, și Enric Ainaud i Sánchez, ca prim violonist adjunct. În 1920 împreună cu încă un număr de muzicieni cunoscuți a înființat așa numita École Normale de Musique din Paris. La 13 octombrie în acelaș an el a apărut în primul concert al Orchestrei Casals la Palatul Muzicii Catalane, iar în 1922 și-a făcut debutul de dirijor la New York.
În 1926 Casals a întemeiat „Asociația Muncitorească de Concerte” cu obiectivul de a permite și famililor de muncitori să cunoască și să guste muzica clasică. În anul 1927 a efectuat o serie de concerte la Viena, cu prilejul centenarului morții lui Ludwig van Beethoven. În același an el a fost proclamat „fiul ales” al localității sale natale, El Vendrell. În 1928 a mai făcut un mic turneu în Statele Unite, incluzând ultimul său concert ca solist în această țară. În acea perioadă Casals s-a despărțit definitiv de soția sa.

## Republica a Doua. Anii Războiului civil din Spania și exilul

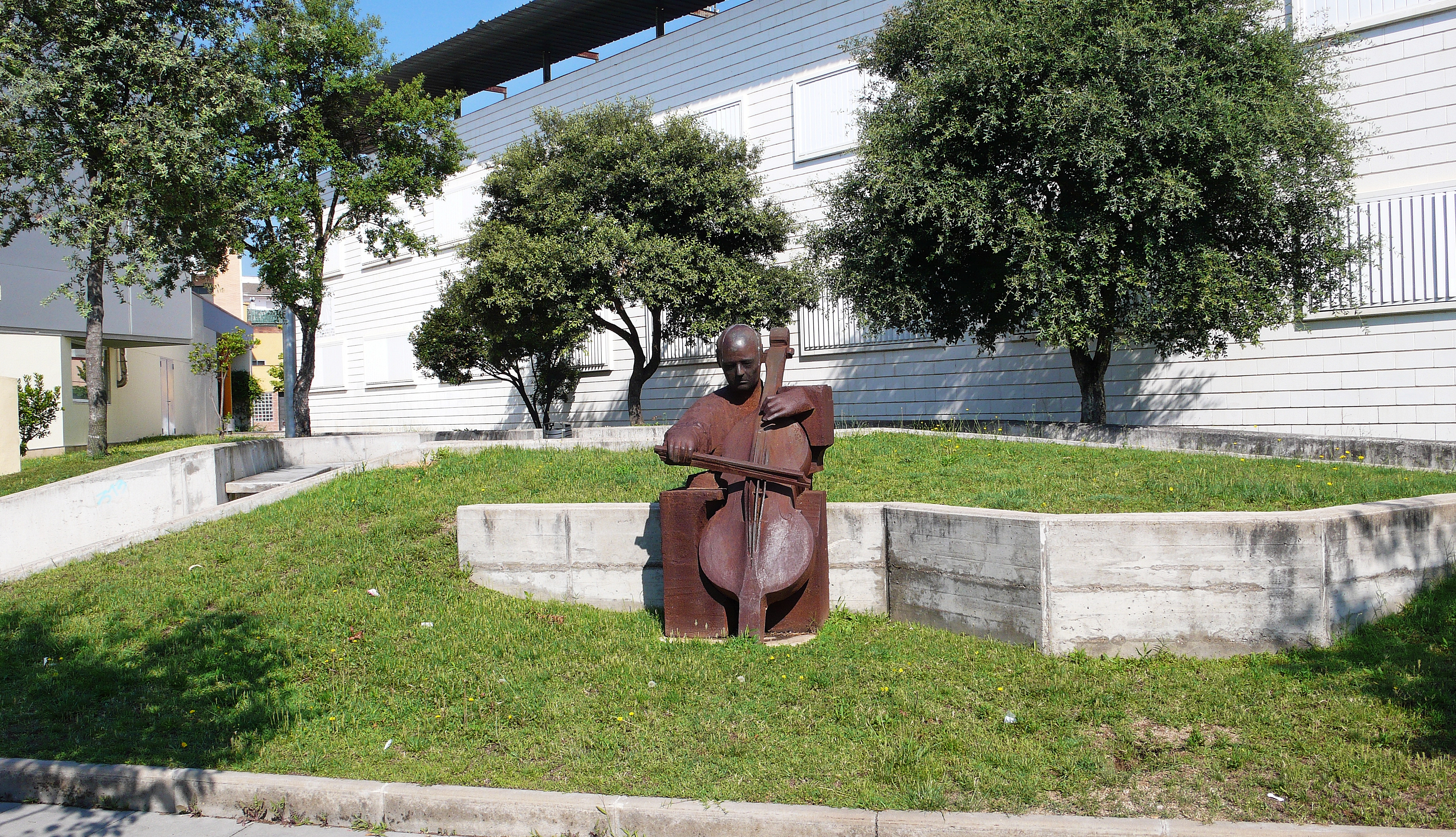
Statuia lui Pablo Casals din Tordera, Catalonia.

Când la 15 aprilie 1931 s-a proclamat A Doua Republică Spaniolă, Casals, entuziast, a oferit un concert la Montjuïc în cinstea evenimentului. În 1933 a refuzat o invitație de a apare la Berlin cu Filarmonica locală, în semn de protest față de regimul național socialist și politica de represiune crescândă a acestuia. 
Mare iubitor al castelelor catalane, în 1932 a prezidat la Tarragona un prim concurs dedicat acestora.
La 18 iulie 1936, în timpul unei repetiții, a aflat despre revolta militară condusă de Francisco Franco. Când trupele acestuia au ocupat Barcelona, Casals s-a refugiat în Franța. La 19 octombrie 1938 a mai apucat să cânte la Gran Teatro del Liceo, se pare ultimul său concert în Catalonia înainte de a alege calea exilului. După înfrângerea taberei republicane și instaurarea regimului franchist și-a jurat să nu revină în Spania atâta timp cât nu va fi restabilită democrația. Pablo Casals a ales tăcerea ca formă de protest împotriva dictaturii lui Franco din Spania.
În Franța Casals s-a stabilit în orășelul Prades (Prada de Conflent în catalană) din Catalonia franceză, la poalele muntelui Canigou, aproape de granița cu Spania, ducând o viață solitară și modestă. Între anii 1939-1942 a efectuat câteva turnee de recitaluri prin zona neocupată de germani din sudul Franței și în Elveția.

## După război

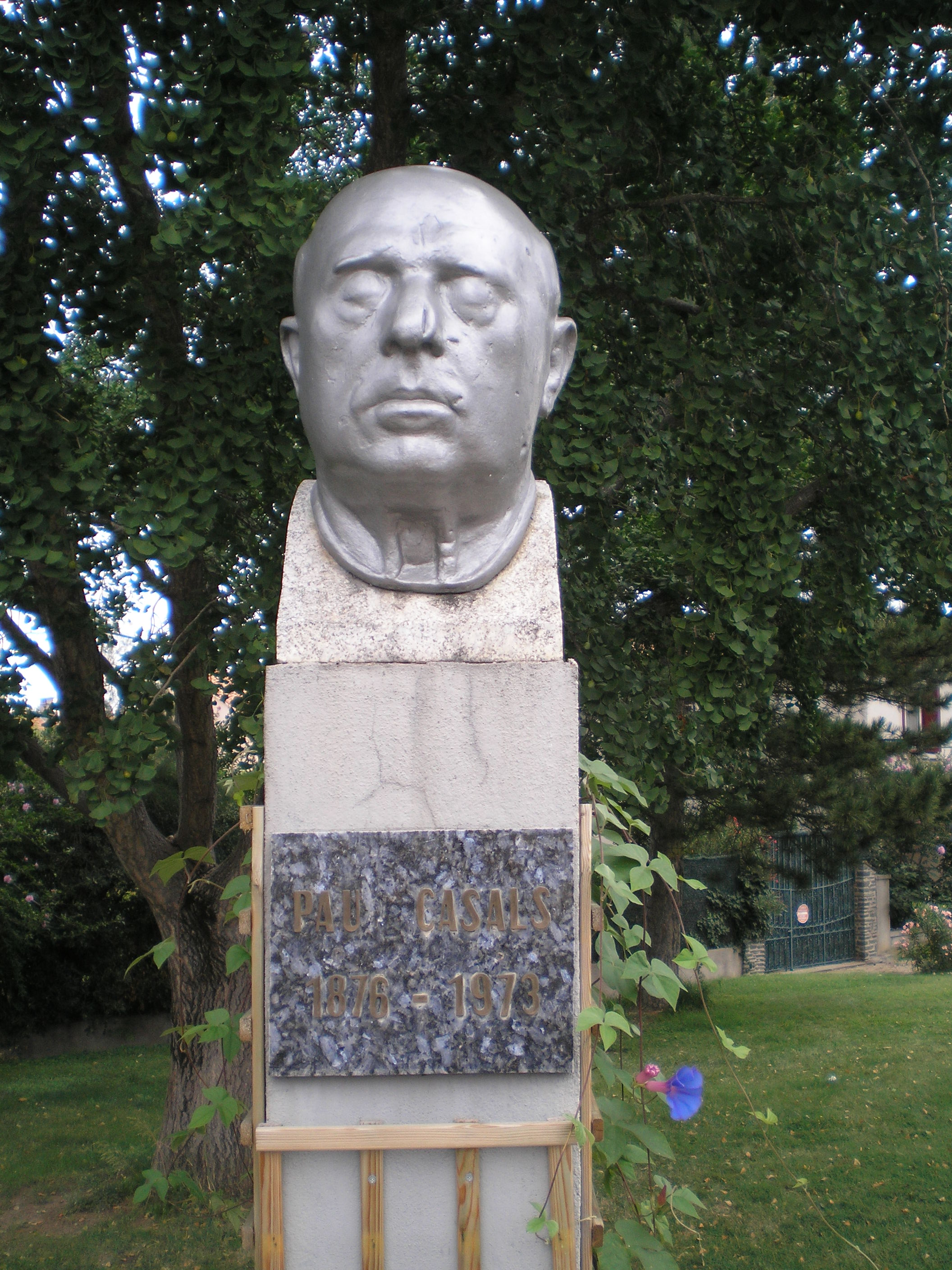
Bustul lui Pablo Casals din Prades, Franța.

În 1950 a apărut din nou în public pentru a lua parte la festivitățile de la Prades în cinstea bicentenarului morții lui Johann Sebastian Bach. Aceasta a devenit prima ediție a Festivalului Pablo Casals, la care el a invitat câțiva dintre cei mai mari interpreți ai timpului, ca, de pildă, Clara Haskil, Josef Szigeti, Rudolf Serkin, Isaac Stern și Marcel Tabuteau. În anii ce au urmat a luat parte la acest festival până la adânci bătrânețe.
În 1956 s-a stabilit la San Juan, în Porto Rico, locul de naștere al mamei sale și al tinerei sale soții.
În 1957 el a întemeiat acolo o orchestră simfonică, ducând, fără răgaz, o intensă activitate de compozitor și pedagog. A condus numeroase „master classes”. Regina Elisabeta a Belgiei (1876-1965), văduva regelui Albert I, mare iubitoare de muzică, i-a câștigat prietenia.   
La 13 noiembrie1961 a luat parte la un concert de muzică de cameră la Casa Albă, la invitația președintelui John F. Kennedy.
O mare parte din timpul carierei sale muzicale, Casals a cântat la un violoncel care îi fusese atribuit constructorului de instrumente muzicale Carlo Annibale Tononi, care l-ar fi produs în anul 1733. Abia după vreo 50 ani s-a găsit că adevăratul său constructor a fost venețianul Matteo Goffriller prin jurul anului 1700. Pablo Casals l-a cumpărat în 1913. El mai folosea și un alt violoncel construit de Goffriller în 1710, precum și un violoncel Tononi de prin 1730.
O strânsă relație de prietenie s-a format între Pablo Casals și George Enescu, parteneri pe scenele europene, prietenie bazată pe, cum spunea violoncelistul, „simpatie și o compatibilitate incredibilă”. El spunea despre violonistul și compozitorul român că este „unul dintre cei mai geniali compozitori ai epocii muzicale moderne”.

## Ultimii ani

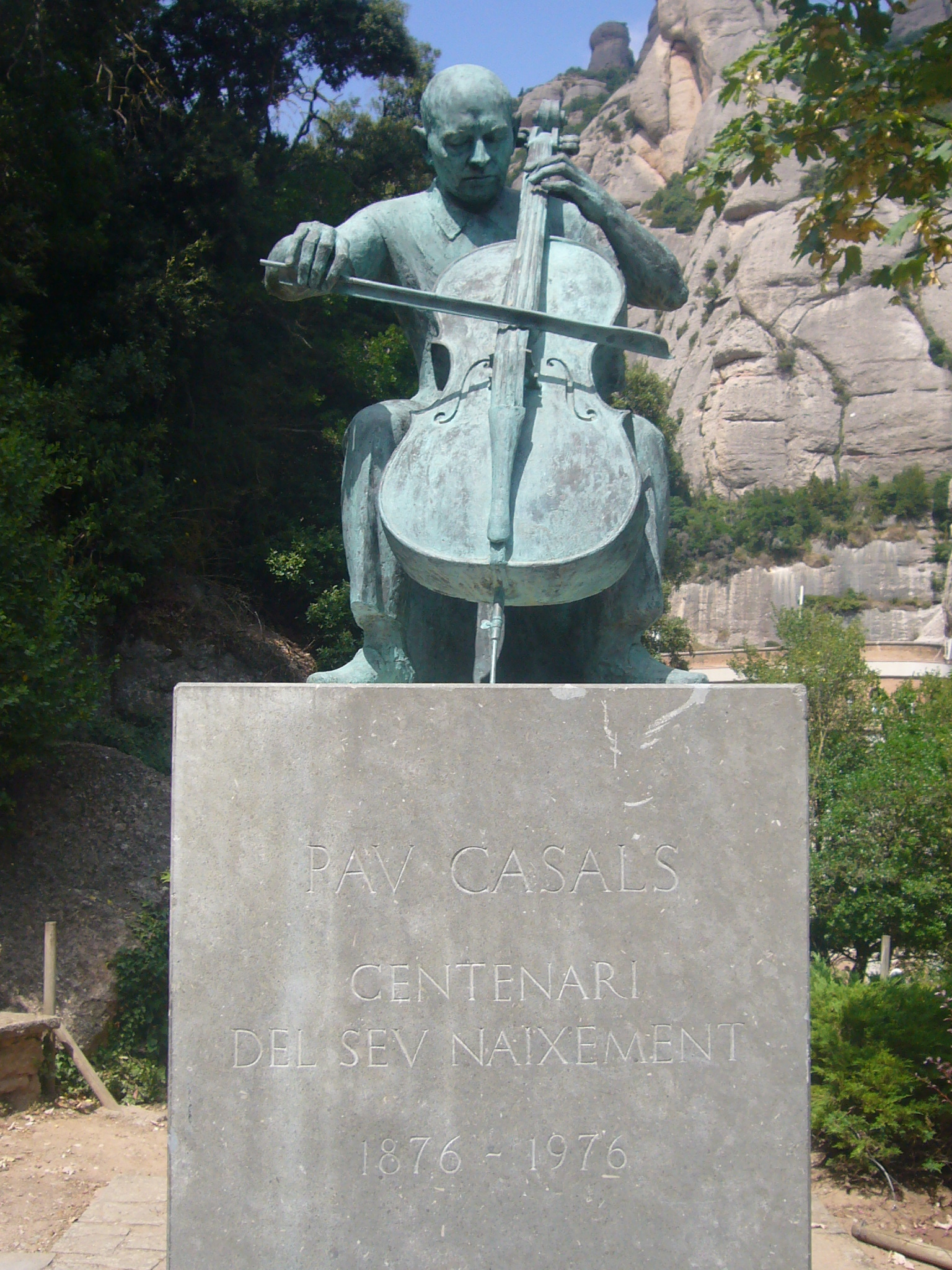
Statuia lui Pablo Casals din Montserrat, Spania. Pe postament este scris: Pau Casals, Centenari Del Seu Naixement, 1876-1976 (Pau Casals, Centenarul nașterii sale, 1876-1976).

În anii 1960 Casals a predat în cadrul unor master classes în întreaga lume, de pildă la Gstaad, Zermatt, în Toscana, la Berkeley, la Marlboro, Vermont (unde a dirijat și înregistrat unicele versiuni ale celor șase concerte brandenburgice) . Mai multe din aceste master classes au fost difuzate la televizor.
Concertul la Casa Albă din 1961 a fost înregistrat și difuzat ca album.
Casals a fost și compozitor. Lucrarea sa cea mai apreciată este La Sardana, pentru un ansamblu de violoncele, compusă în 1926. Oratoriul său, El Pessebre, a fost reprezentat în premieră la Acapulco, în Mexic, la 17 decembrie 1960. El a fost interpretat și la O.N.U. cu ocazia aniversării organizației în 1963.
Casals a fost inițiat în 1963 ca membru de onoare al secției Epsilon Iota al Frăției Phi Mu Alpha Sinfonia de la Universitatea Florida.

## Premii și onoruri
- 1963 - la 6 decembrie - Medalia prezidențială a Libertății din Statele Unite.
- 1973 - Premiul Charles E. Lutton ca Om al Muzicii, din partea Frăției „Phi Mu Alpha Sinfonia” de la Miami